# Witwangfuut
De witwangfuut (Rollandia rolland) is een vogelsoort uit de familie van de futen.

## Verspreiding en leefgebied
De soort komt voor in Zuid-Amerika en telt drie ondersoorten:
- R. r. chilensis: van het westelijk Peru (behalve het Junínmeer) tot zuidelijk Brazilië en Vuurland.
- R. r. morrisoni: Junínmeer (Peru).
- R. r. rolland: Falklandeilanden.